# Żeglarstwo na Letnich Igrzyskach Olimpijskich 1992
Zawody zostały przeprowadzone w dziesięciu konkurencjach z czego 2 były rozegrane w kategorii mężczyzn, 3 w kategorii kobiet a pięć miało formułę otwartą. Po raz pierwszy kobiety rywalizowały w windsurfingu. Zawody zostały rozegrane między 27 lipca a 4 sierpnia 1992 roku. W zawodach wystartowało 441 zawodników (357 mężczyzn oraz 84 kobiety) z 68 krajów.

## Wyniki zawodów

### Kobiety

#### Klasa 470
| Złoto                                        | Punktacja | Srebro                                     | Punktacja | Brąz                                              | Punktacja |
| Hiszpania · Patricia Guerra · Theresa Zabell | 29,7      | Nowa Zelandia · Jan Shearer · Leslie Egnot | 36,7      | Stany Zjednoczone · Jennifer Isler · Pamela Healy | 40,7      |

#### Europa
| Złoto                     | Punktacja | Srebro                           | Punktacja | Brąz                              | Punktacja |
| Norwegia · Linda Andersen | 48,7      | Hiszpania · Natalia Vía Dufresne | 57,4      | Stany Zjednoczone · Julia Trotman | 62,7      |

#### Lechner A-390
| Złoto                           | Punktacja | Srebro                 | Punktacja | Brąz                       | Punktacja |
| Nowa Zelandia · Barbara Kendall | 47,8      | Chiny · Zhang Xiaodong | 65,8      | Holandia · Dorien de Vries | 68,7      |

### Mężczyźni

#### Lechner A-390
| Złoto                  | Punktacja | Srebro                            | Punktacja | Brąz                      | Punktacja |
| Francja · Franck David | 70,7      | Stany Zjednoczone · Mike Gebhardt | 71,1      | Australia · Lars Kleppich | 98,7      |

#### Klasa 470
| Złoto                                         | Punktacja | Srebro                                            | Punktacja | Brąz                                    | Punktacja |
| Hiszpania · Francisco Sánchez · Jordi Calafat | 50,0      | Stany Zjednoczone · Kevin Burnham · Morgan Reeser | 66,7      | Estonia · Toomas Tõniste · Tõnu Tõniste | 68,7      |

### Open

#### Finn
| Złoto                                | Punktacja | Srebro                              | Punktacja | Brąz                       | Punktacja |
| Hiszpania · José María van der Ploeg | 33,4      | Stany Zjednoczone · Brian Ledbetter | 54,7      | Nowa Zelandia · Craig Monk | 64,7      |

#### Klasa Star
| Złoto                                             | Punktacja | Srebro                                | Punktacja | Brąz                                     | Punktacja |
| Stany Zjednoczone · Harold Haenel · Mark Reynolds | 31,4      | Nowa Zelandia · Don Cowie · Rod Davis | 58,4      | Kanada · Eric Jespersen · Ross MacDonald | 62,7      |

#### Klasa Soling
| Złoto                                             | Punktacja | Srebro                                                    | Punktacja | Brąz                                                                | Punktacja |
| Dania · Jesper Bank · Jesper Seier · Steen Secher | 24,4      | Stany Zjednoczone · Doug Kern · Jim Brady · Kevin Mahaney | 34,0      | Wielka Brytania · Lawrie Smith · Robert Cruickshank · Ossie Stewart | 40,1      |

#### Latający Holender
| Złoto                                              | Punktacja | Srebro                                              | Punktacja | Brąz                                              | Punktacja |
| Hiszpania · Domingo Manrique · Luis Doreste Blanco | 29,7      | Stany Zjednoczone · Paul Foerster · Stephen Bourdow | 32,7      | Dania · Jens Bojsen-Møller · Jørgen Bojsen-Møller | 37,7      |

#### Klasa Tornado
| Złoto                                 | Punktacja | Srebro                                         | Punktacja | Brąz                                  | Punktacja |
| Francja · Nicolas Hénard · Yves Loday | 40,4      | Stany Zjednoczone · Keith Notary · Randy Smyth | 42,0      | Australia · John Forbes · Mitch Booth | 44,4      |

## Kraje uczestniczące
W zawodach wzięło udział 441 zawodników z 68 krajów
| - Andora (2) - Angola (3) - Barbuda (5) - Antyle Holenderskie (2) - Argentyna (7) - Aruba (1) - Australia (13) - Austria (13) - Bahamy (2) - Barbados (5) - Belgia (5) - Bermudy (7) - Brazylia (17) - Brytyjskie Wyspy Dziewicze (3) - Chile (1) - Chiny (3) - Chorwacja (3) - Cypr (2) - Czechosłowacja (3) - Dania (16) | - Dżibuti (1) - Estonia (4) - Fidżi (4) - Filipiny (4) - Finlandia (8) - Francja (17) - Grecja (9) - Guam (2) - Hiszpania (17) - Holandia (14) - Hongkong (4) - Indie (2) - Irlandia (5) - Izrael (5) - Jamajka (2) - Japonia (7) - Kajmany (3) - Kanada (16) - Korea Południowa (3) - Litwa (2) | - Łotwa (2) - Malta (1) - Mauritius (1) - Meksyk (3) - Niemcy (15) - Norwegia (14) - Nowa Zelandia (17) - Pakistan (2) - Papua-Nowa Gwinea (1) - Polska (4) - Portoryko (4) - Portugalia (8) - RPA (11) - Seszele (1) - Singapur (2) - Słowenia (3) - Stany Zjednoczone (17) - Szwajcaria (10) - Szwecja (15) - Tajlandia (2) | - Tunezja (1) - Turcja (2) - Urugwaj (3) - Węgry (8) - Wielka Brytania (17) - Włochy (14) - WNP (14) - Wyspy Dziewicze Stanów Zjednoczonych (7) |

## Klasyfikacja medalowa
| Lp. | Państwo           |   |   |   | Razem |
| --- | ----------------- | - | - | - | ----- |
| 1.  | Hiszpania         | 4 | 1 | 0 | 5     |
| 2.  | Francja           | 2 | 0 | 0 | 2     |
| 3.  | Stany Zjednoczone | 1 | 6 | 2 | 9     |
| 4.  | Nowa Zelandia     | 1 | 2 | 1 | 4     |
| 5.  | Dania             | 1 | 0 | 1 | 2     |
| 6.  | Norwegia          | 1 | 0 | 0 | 1     |
| 7.  | Chiny             | 0 | 1 | 0 | 1     |
| 8.  | Australia         | 0 | 0 | 2 | 2     |
| 9.  | Estonia           | 0 | 0 | 1 | 1     |
| 9.  | Kanada            | 0 | 0 | 1 | 1     |
| 9.  | Wielka Brytania   | 0 | 0 | 1 | 1     |
| 9.  | Holandia          | 0 | 0 | 1 | 1     |